# Europees kampioenschap voetbal mannen onder 19 - 2005 (kwalificatie)
De kwalificatie voor het Europees kampioenschap voetbal voor mannen onder 19 jaar van 2005 werd gespeeld tussen 27 september 2004 en 31 mei 2005. Er zouden in totaal zeven landen kwalificeren voor het eindtoernooi dat in juli 2005 heeft plaatsgevonden in Noord-Ierland. Dat land hoefde geen kwalificatiewedstrijden te spelen. In totaal deden er 51 landen van de UEFA mee.

## Gekwalificeerde landen
| # | Land                 | Gekwalificeerd als          | Beste prestatie           |
| - | -------------------- | --------------------------- | ------------------------- |
| 1 | Noord-Ierland        | Gastland                    | Debuut                    |
| 2 | Engeland             | Eliteronde: Winnaar groep 1 | Groepsfase (2002 en 2003) |
| 3 | Duitsland            | Eliteronde: Winnaar groep 2 | Tweede (2002)             |
| 4 | Frankrijk            | Eliteronde: Winnaar groep 3 | Groepsfase (2003)         |
| 5 | Armenië              | Eliteronde: Winnaar groep 4 | Debuut                    |
| 6 | Griekenland          | Eliteronde: Winnaar groep 5 | Debuut                    |
| 7 | Noorwegen            | Eliteronde: Winnaar groep 6 | Groepsfase (2002 en 2003) |
| 8 | Servië en Montenegro | Eliteronde: Winnaar groep 7 | Debuut                    |

## Kwalificatieronde

### Groep 1
De wedstrijden werden gespeeld tussen 8 oktober en 12 oktober op de Faeröereilanden.
| Pos | Team        | Wed | W | G | V | Ptn | DV | DT | +/− | Kwalificatie              |   | HUN | GRE | WAL | FAR |
| --- | ----------- | --- | - | - | - | --- | -- | -- | --- | ------------------------- | - | --- | --- | --- | --- |
| 1   | Hongarije   | 3   | 2 | 0 | 1 | 6   | 5  | 2  | +3  | Geplaatst voor eliteronde |   | —   | 2–1 | 0–1 | 3–0 |
| 2   | Griekenland | 3   | 1 | 1 | 1 | 4   | 6  | 2  | +4  | Geplaatst voor eliteronde |   | —   | —   | 0–0 | 5–0 |
| 3   | Wales       | 3   | 1 | 1 | 1 | 4   | 2  | 3  | −1  |                           |   | —   | —   | —   | 1–3 |
| 4   | Faeröer     | 3   | 1 | 0 | 2 | 3   | 3  | 9  | −6  |                           | — | —   | —   | —   |     |

### Groep 2
De wedstrijden werden gespeeld tussen 27 september en 1 oktober in Oekraïne.
| Pos | Team        | Wed | W | G | V | Ptn | DV | DT | +/− | Kwalificatie              |  | UKR | POL | MDA | SUI |
| --- | ----------- | --- | - | - | - | --- | -- | -- | --- | ------------------------- |  | --- | --- | --- | --- |
| 1   | Oekraïne    | 3   | 2 | 0 | 1 | 6   | 3  | 2  | +1  | Geplaatst voor eliteronde |  | —   | 2–1 | 0–1 | 1–0 |
| 2   | Polen       | 3   | 1 | 1 | 1 | 4   | 4  | 3  | +1  | Geplaatst voor eliteronde |  | —   | —   | 0–0 | 3–1 |
| 3   | Moldavië    | 3   | 1 | 1 | 1 | 4   | 3  | 3  | 0   | Geplaatst voor eliteronde |  | —   | —   | —   | 3–2 |
| 4   | Zwitserland | 3   | 1 | 0 | 2 | 3   | 4  | 6  | −2  |                           |  | —   | —   | —   | —   |

### Groep 3
De wedstrijden werden gespeeld tussen 21 oktober en 25 oktober in Slovenië.
| Pos | Team                 | Wed | W | G | V | Ptn | DV | DT | +/− | Kwalificatie              |   | SCG | GER | SLO | LAT |
| --- | -------------------- | --- | - | - | - | --- | -- | -- | --- | ------------------------- | - | --- | --- | --- | --- |
| 1   | Servië en Montenegro | 3   | 2 | 1 | 0 | 7   | 7  | 3  | +4  | Geplaatst voor eliteronde |   | —   | 1–1 | 4–2 | 2–0 |
| 2   | Duitsland            | 3   | 1 | 2 | 0 | 5   | 5  | 2  | +3  | Geplaatst voor eliteronde |   | —   | —   | 3–0 | 1–1 |
| 3   | Slovenië             | 3   | 1 | 0 | 2 | 3   | 4  | 8  | −4  |                           |   | —   | —   | —   | 2–1 |
| 4   | Letland              | 3   | 0 | 1 | 2 | 1   | 2  | 5  | −3  |                           | — | —   | —   | —   |     |

### Groep 4
De wedstrijden werden gespeeld tussen 28 september en 2 oktober in Macedonië.
| Pos | Team            | Wed | W | G | V | Ptn | DV | DT | +/− | Kwalificatie              |   | FRA | ARM | MKD | AZE |
| --- | --------------- | --- | - | - | - | --- | -- | -- | --- | ------------------------- | - | --- | --- | --- | --- |
| 1   | Frankrijk       | 3   | 3 | 0 | 0 | 9   | 9  | 2  | +7  | Geplaatst voor eliteronde |   | —   | 2–1 | 4–1 | 3–0 |
| 2   | Armenië         | 3   | 1 | 1 | 1 | 4   | 4  | 4  | 0   | Geplaatst voor eliteronde |   | —   | —   | 2–1 | 1–1 |
| 3   | Noord-Macedonië | 3   | 1 | 0 | 2 | 3   | 3  | 6  | −3  |                           |   | —   | —   | —   | 1–0 |
| 4   | Azerbeidzjan    | 3   | 0 | 1 | 2 | 1   | 1  | 5  | −4  |                           | — | —   | —   | —   |     |

### Groep 5
De wedstrijden werden gespeeld tussen 18 oktober en 22 oktober in Slowakije.
| Pos | Team      | Wed | W | G | V | Ptn | DV | DT | +/− | Kwalificatie              |   | SVK | LTU | GEO | MLT |
| --- | --------- | --- | - | - | - | --- | -- | -- | --- | ------------------------- | - | --- | --- | --- | --- |
| 1   | Slowakije | 3   | 2 | 0 | 1 | 6   | 7  | 6  | +1  | Geplaatst voor eliteronde |   | —   | 3–1 | 2–4 | 2–1 |
| 2   | Litouwen  | 3   | 2 | 0 | 1 | 6   | 5  | 5  | 0   | Geplaatst voor eliteronde |   | —   | —   | 3–2 | 1–0 |
| 3   | Georgië   | 3   | 1 | 1 | 1 | 4   | 7  | 6  | +1  |                           |   | —   | —   | —   | 1–1 |
| 4   | Malta     | 3   | 0 | 1 | 2 | 1   | 2  | 4  | −2  |                           | — | —   | —   | —   |     |

### Groep 6
De wedstrijden werden gespeeld tussen 10 oktober en 14 oktober in Denemarken.
| Pos | Team       | Wed | W | G | V | Ptn | DV | DT | +/− | Kwalificatie              |   | ALB | DEN | FIN | LUX |
| --- | ---------- | --- | - | - | - | --- | -- | -- | --- | ------------------------- | - | --- | --- | --- | --- |
| 1   | Albanië    | 3   | 2 | 0 | 1 | 6   | 5  | 7  | −2  | Geplaatst voor eliteronde |   | —   | 3–0 | 1–7 | 1–0 |
| 2   | Denemarken | 3   | 2 | 0 | 1 | 6   | 6  | 6  | 0   | Geplaatst voor eliteronde |   | —   | —   | 3–2 | 3–1 |
| 3   | Finland    | 3   | 1 | 1 | 1 | 4   | 10 | 5  | +5  |                           |   | —   | —   | —   | 1–1 |
| 4   | Luxemburg  | 3   | 0 | 1 | 2 | 1   | 2  | 5  | −3  |                           | — | —   | —   | —   |     |

### Groep 7
De wedstrijden werden gespeeld tussen 8 oktober en 12 oktober in Estland.
| Pos | Team        | Wed | W | G | V | Ptn | DV | DT | +/− | Kwalificatie              |   | NED | ISR | BLR | EST |
| --- | ----------- | --- | - | - | - | --- | -- | -- | --- | ------------------------- | - | --- | --- | --- | --- |
| 1   | Nederland   | 3   | 3 | 0 | 0 | 9   | 11 | 1  | +10 | Geplaatst voor eliteronde |   | —   | 2–1 | 3–0 | 6–0 |
| 2   | Israël      | 3   | 1 | 1 | 1 | 4   | 5  | 2  | +3  | Geplaatst voor eliteronde |   | —   | —   | 0–0 | 4–0 |
| 3   | Wit-Rusland | 3   | 1 | 1 | 1 | 4   | 4  | 5  | −1  |                           |   | —   | —   | —   | 4–2 |
| 4   | Estland     | 3   | 0 | 0 | 3 | 0   | 2  | 14 | −12 |                           | — | —   | —   | —   |     |

### Groep 8
De wedstrijden werden gespeeld tussen 6 oktober en 10 oktober in België.
| Pos | Team       | Wed | W | G | V | Ptn | DV | DT | +/− | Kwalificatie              |   | BEL | SCO | TUR | SMR  |
| --- | ---------- | --- | - | - | - | --- | -- | -- | --- | ------------------------- | - | --- | --- | --- | ---- |
| 1   | België     | 3   | 2 | 1 | 0 | 7   | 8  | 2  | +6  | Geplaatst voor eliteronde |   | —   | 1–1 | 3–1 | 4–0  |
| 2   | Schotland  | 3   | 1 | 2 | 0 | 5   | 7  | 3  | +4  | Geplaatst voor eliteronde |   | —   | —   | 2–2 | 4–0  |
| 3   | Turkije    | 3   | 1 | 1 | 1 | 4   | 13 | 5  | +8  |                           |   | —   | —   | —   | 10–0 |
| 4   | San Marino | 3   | 0 | 0 | 3 | 0   | 0  | 18 | −18 |                           | — | —   | —   | —   |      |

### Groep 9
De wedstrijden werden gespeeld tussen 18 oktober en 22 oktober in Cyprus.
| Pos | Team    | Wed | W | G | V | Ptn | DV | DT | +/− | Kwalificatie              |   | RUS | IRL | CYP | AND |
| --- | ------- | --- | - | - | - | --- | -- | -- | --- | ------------------------- | - | --- | --- | --- | --- |
| 1   | Rusland | 3   | 2 | 0 | 1 | 6   | 11 | 3  | +8  | Geplaatst voor eliteronde |   | —   | 1–2 | 5–1 | 5–0 |
| 2   | Ierland | 3   | 2 | 0 | 1 | 6   | 6  | 2  | +4  | Geplaatst voor eliteronde |   | —   | —   | 0–1 | 4–0 |
| 3   | Cyprus  | 3   | 2 | 0 | 1 | 6   | 7  | 5  | +2  |                           |   | —   | —   | —   | 5–0 |
| 4   | Andorra | 3   | 0 | 0 | 3 | 0   | 0  | 14 | −14 |                           | — | —   | —   | —   |     |

### Groep 10
De wedstrijden werden gespeeld tussen 9 oktober en 13 oktober.
| Pos | Team          | Wed | W | G | V | Ptn | DV | DT | +/− | Kwalificatie              |   | SWE | CRO | ROM | LIE |
| --- | ------------- | --- | - | - | - | --- | -- | -- | --- | ------------------------- | - | --- | --- | --- | --- |
| 1   | Zweden        | 3   | 3 | 0 | 0 | 9   | 9  | 2  | +7  | Geplaatst voor eliteronde |   | —   | 3–1 | 2–1 | 4–0 |
| 2   | Kroatië       | 3   | 1 | 1 | 1 | 4   | 9  | 5  | +4  | Geplaatst voor eliteronde |   | —   | —   | 2–2 | 6–0 |
| 3   | Roemenië      | 3   | 1 | 1 | 1 | 4   | 5  | 5  | 0   |                           |   | —   | —   | —   | 2–1 |
| 4   | Liechtenstein | 3   | 0 | 0 | 3 | 0   | 1  | 12 | −11 |                           | — | —   | —   | —   |     |

### Groep 11
De wedstrijden werden gespeeld tussen 4 oktober en 8 oktober in Italië.
| Pos | Team                  | Wed | W | G | V | Ptn | DV | DT | +/− | Kwalificatie              |   | POR | ITA | KAZ | BIH |
| --- | --------------------- | --- | - | - | - | --- | -- | -- | --- | ------------------------- | - | --- | --- | --- | --- |
| 1   | Portugal              | 3   | 2 | 1 | 0 | 7   | 6  | 1  | +5  | Geplaatst voor eliteronde |   | —   | 0–0 | 2–0 | 4–1 |
| 2   | Italië                | 3   | 2 | 1 | 0 | 7   | 4  | 0  | +4  | Geplaatst voor eliteronde |   | —   | —   | 2–0 | 2–0 |
| 3   | Kazachstan            | 3   | 1 | 0 | 2 | 3   | 1  | 4  | −3  |                           |   | —   | —   | —   | 1–0 |
| 4   | Bosnië en Herzegovina | 3   | 0 | 0 | 3 | 0   | 1  | 7  | −6  |                           | — | —   | —   | —   |     |

### Groep 12
De wedstrijden werden gespeeld tussen 2 oktober en 6 oktober in Noorwegen.
| Pos | Team       | Wed | W | G | V | Ptn | DV | DT | +/− | Kwalificatie              |   | AUT | NOR | ISL | BUL |
| --- | ---------- | --- | - | - | - | --- | -- | -- | --- | ------------------------- | - | --- | --- | --- | --- |
| 1   | Oostenrijk | 3   | 2 | 1 | 0 | 7   | 7  | 2  | +5  | Geplaatst voor eliteronde |   | —   | 0–0 | 5–2 | 2–0 |
| 2   | Noorwegen  | 3   | 2 | 1 | 0 | 7   | 6  | 1  | +5  | Geplaatst voor eliteronde |   | —   | —   | 3–0 | 3–1 |
| 3   | IJsland    | 3   | 1 | 0 | 2 | 3   | 5  | 10 | −5  |                           |   | —   | —   | —   | 2–0 |
| 4   | Bulgarije  | 3   | 0 | 0 | 3 | 0   | 3  | 8  | −5  |                           | — | —   | —   | —   |     |

## Eliteronde

### Groep 1
De wedstrijden werden gespeeld tussen 26 maart en 30 maart in Engeland.
| Pos | Team       | Wed | W | G | V | Ptn | DV | DT | +/− | Kwalificatie                     |   | ENG | SWE | DEN | MDA |
| --- | ---------- | --- | - | - | - | --- | -- | -- | --- | -------------------------------- | - | --- | --- | --- | --- |
| 1   | Engeland   | 3   | 3 | 0 | 0 | 9   | 3  | 0  | +3  | Geplaatst voor het hoofdtoernooi |   | —   | 1–0 | 1–0 | 1–0 |
| 2   | Zweden     | 3   | 2 | 0 | 1 | 6   | 8  | 3  | +5  |                                  |   | —   | —   | 3–2 | 5–0 |
| 3   | Denemarken | 3   | 0 | 1 | 2 | 1   | 3  | 5  | −2  |                                  | — | —   | —   | 1–1 |     |
| 4   | Moldavië   | 3   | 0 | 1 | 2 | 1   | 1  | 7  | −6  |                                  | — | —   | —   | —   |     |

### Groep 2
De wedstrijden werden gespeeld tussen 14 mei en 18 mei in Tsjechië.
| Pos | Team      | Wed | W | G | V | Ptn | DV | DT | +/− | Kwalificatie                     |   | GER | CZE | NED | CRO |
| --- | --------- | --- | - | - | - | --- | -- | -- | --- | -------------------------------- | - | --- | --- | --- | --- |
| 1   | Duitsland | 3   | 3 | 0 | 0 | 9   | 7  | 1  | +6  | Geplaatst voor het hoofdtoernooi |   | —   | 2–1 | 2–0 | 3–0 |
| 2   | Tsjechië  | 3   | 1 | 0 | 2 | 3   | 3  | 4  | −1  |                                  |   | —   | —   | 0–2 | 2–0 |
| 3   | Nederland | 3   | 1 | 0 | 2 | 3   | 2  | 4  | −2  |                                  | — | —   | —   | 0–2 |     |
| 4   | Kroatië   | 3   | 1 | 0 | 2 | 3   | 2  | 5  | −3  |                                  | — | —   | —   | —   |     |

### Groep 3
De wedstrijden werden gespeeld tussen 12 april en 16 april in Spanje.
| Pos | Team      | Wed | W | G | V | Ptn | DV | DT | +/− | Kwalificatie                     |   | FRA | ESP | ISR | POR |
| --- | --------- | --- | - | - | - | --- | -- | -- | --- | -------------------------------- | - | --- | --- | --- | --- |
| 1   | Frankrijk | 3   | 3 | 0 | 0 | 9   | 5  | 2  | +3  | Geplaatst voor het hoofdtoernooi |   | —   | 1–0 | 1–0 | 3–2 |
| 2   | Spanje    | 3   | 2 | 0 | 1 | 6   | 5  | 1  | +4  |                                  |   | —   | —   | 3–0 | 2–0 |
| 3   | Israël    | 3   | 1 | 0 | 2 | 3   | 2  | 4  | −2  |                                  | — | —   | —   | 2–0 |     |
| 4   | Portugal  | 3   | 0 | 0 | 3 | 0   | 2  | 7  | −5  |                                  | — | —   | —   | —   |     |

### Groep 4
De wedstrijden werden gespeeld tussen 27 mei en 31 mei in Hongarije.
| Pos | Team      | Wed | W | G | V | Ptn | DV | DT | +/− | Kwalificatie                     |   | ARM | BEL | ITA | HUN |
| --- | --------- | --- | - | - | - | --- | -- | -- | --- | -------------------------------- | - | --- | --- | --- | --- |
| 1   | Armenië   | 3   | 2 | 1 | 0 | 7   | 6  | 1  | +5  | Geplaatst voor het hoofdtoernooi |   | —   | 1–0 | 0–0 | 5–1 |
| 2   | België    | 3   | 2 | 0 | 1 | 6   | 6  | 2  | +4  |                                  |   | —   | —   | 2–0 | 4–1 |
| 3   | Italië    | 3   | 1 | 1 | 1 | 4   | 3  | 2  | +1  |                                  | — | —   | —   | 3–0 |     |
| 4   | Hongarije | 3   | 0 | 0 | 3 | 0   | 2  | 12 | −10 |                                  | — | —   | —   | —   |     |

### Groep 5
De wedstrijden werden gespeeld tussen 27 mei en 31 mei in Oostenrijk.
| Pos | Team        | Wed | W | G | V | Ptn | DV | DT | +/− | Kwalificatie                     |   | GRE | SCO | SVK | AUT |
| --- | ----------- | --- | - | - | - | --- | -- | -- | --- | -------------------------------- | - | --- | --- | --- | --- |
| 1   | Griekenland | 3   | 3 | 0 | 0 | 9   | 5  | 1  | +4  | Geplaatst voor het hoofdtoernooi |   | —   | 1–0 | 2–0 | 2–1 |
| 2   | Schotland   | 3   | 2 | 0 | 1 | 6   | 5  | 3  | +2  |                                  |   | —   | —   | 2–0 | 3–2 |
| 3   | Slowakije   | 3   | 1 | 0 | 2 | 3   | 2  | 4  | −2  |                                  | — | —   | —   | 2–0 |     |
| 4   | Oostenrijk  | 3   | 0 | 0 | 3 | 0   | 3  | 7  | −4  |                                  | — | —   | —   | —   |     |

### Groep 6
De wedstrijden werden gespeeld tussen 12 mei en 16 mei in Rusland.
| Pos | Team      | Wed | W | G | V | Ptn | DV | DT | +/− | Kwalificatie                     |   | NOR | UKR | RUS | LTU |
| --- | --------- | --- | - | - | - | --- | -- | -- | --- | -------------------------------- | - | --- | --- | --- | --- |
| 1   | Noorwegen | 3   | 2 | 1 | 0 | 7   | 8  | 2  | +6  | Geplaatst voor het hoofdtoernooi |   | —   | 5–1 | 1–1 | 2–0 |
| 2   | Oekraïne  | 3   | 2 | 0 | 1 | 6   | 5  | 5  | 0   |                                  |   | —   | —   | 1–0 | 3–0 |
| 3   | Rusland   | 3   | 1 | 1 | 1 | 4   | 4  | 2  | +2  |                                  | — | —   | —   | 3–0 |     |
| 4   | Litouwen  | 3   | 0 | 0 | 3 | 0   | 0  | 8  | −8  |                                  | — | —   | —   | —   |     |

### Groep 7
De wedstrijden werden gespeeld tussen 24 april en 28 april in Servië-Montenegro.
| Pos | Team                 | Wed | W | G | V | Ptn | DV | DT | +/− | Kwalificatie                     |   | SCG | POL | IRL | ALB |
| --- | -------------------- | --- | - | - | - | --- | -- | -- | --- | -------------------------------- | - | --- | --- | --- | --- |
| 1   | Servië en Montenegro | 3   | 3 | 0 | 0 | 9   | 10 | 2  | +8  | Geplaatst voor het hoofdtoernooi |   | —   | 2–1 | 1–0 | 7–1 |
| 2   | Polen                | 3   | 2 | 0 | 1 | 6   | 4  | 2  | +2  |                                  |   | —   | —   | 1–0 | 2–0 |
| 3   | Ierland              | 3   | 0 | 1 | 2 | 1   | 1  | 3  | −2  |                                  | — | —   | —   | 1–1 |     |
| 4   | Albanië              | 3   | 0 | 1 | 2 | 1   | 2  | 10 | −8  |                                  | — | —   | —   | —   |     |